# Suzuki GN 250
La Suzuki GN 250 è una motocicletta costruita dalla casa motociclistica giapponese Suzuki dal 1982 al 1997.

## Descrizione
A spingere la moto c'è un motore monocilindrico a quattro tempi derivato dall'enduro DR 250, da 249 cm³ montato trasversalmente e dotato di raffreddamento ad aria, contralbero di equilibratura e accoppiato ad un cambio a 5 rapporti. Il motore è alimentato da un carburatore Mikuni, con distribuzione SOHC a 4 valvole.
Il freni a disco è presente solo sulla ruota anteriore, mentre sulla ruota posteriore è a tamburo. Il sistema sospensivo è costituito da forcella telescopica, mentre al retrotreno da una coppia di ammortizzatori.
La strumentazione comprende tachimetro, contachilometri parziale, indicatori di direzione e indicatore di marcia inserita. Nelle versioni successive, il motore è stato dotato di un sistema che lo spegne automaticamente se si inserisce la marcia quando il cavalletto laterale è abbassato.